# 朱兆柏
朱兆柏（1593年10月10日—1646年2月2日），字茂如，號承庵，浙江山陰縣人，明末政治人物。

## 生平
萬曆四十三年乙卯科舉人，天啓五年（1625年）乙丑科進士。由翰林院庶吉士，崇禎庚午七月授簡討，壬申冊封德藩，癸酉轉右春坊左贊善，乙亥轉諭德，己卯轉庶子兼翰林院侍講為武會總裁，轉詹事府少詹，辛巳轉正詹兼翰林院侍讀學士，九月丁內艱。崇禎十七年（1644年），加鳳陽總督。
魯王朱以海監國時，任禮部尚書兼攝吏部事，歷官資政大夫、禮部尚書兼吏部左侍郎、翰林院侍讀學士署吏部尚書事。
行二十一。